# Aparnaa Bajpai

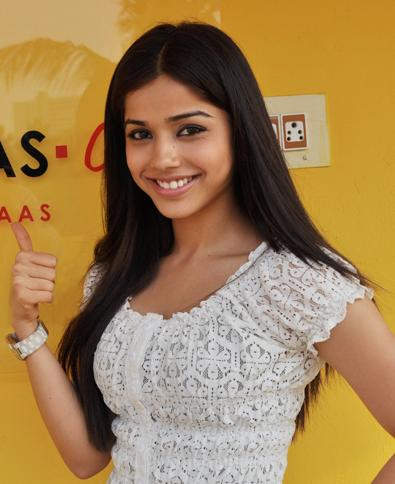
Aparnaa Bajpai

Aparnaa Bajpai (Hindi अपर्णा बाजपेयी; * 4. September 1990 in Kanpur, Uttar Pradesh) ist eine indische Schauspielerin und Model.

## Leben und Karriere
Bajpai wurde am 4. September 1990 in Kanpur geboren. Sie hat zwei Geschwister. Ihre Karriere begann sie als Model, auch trat sie in verschiedenen Werbespots auf, darunter zusammen mit Aamir Khan. Ihr Debüt gab sie 2010 in dem Film Easan. Anschließend bekam sie 2013 in Karuppampatti eine Hauptrolle. Im selben Jahr setzte sie ihre Karriere in Creature 3D fort.
Im Jahr 2014 spielte sie in Mumbai 125 KM mit. 2016 wurde sie für den Film Shyam gecastet. Unter anderem trat Bajpai 2018 in der Serie XXX: Uncensored auf. 2022 spielte sie in HIT: The First Case mit.

## Filmografie
- 2010: Easan (Film)
- 2013: Karuppampatti (Film)
- 2013: Creature 3D (Film)
- 2013: Bangles (Film)
- 2013: Horror Story (Film)
- 2014: Mumbai 125 KM (Film)
- 2016: Shyam (Film)
- 2018: XXX: Uncensored (Serie)
- 2022: HIT: The First Case (Film)